# Georg Hanssen
Georg Hanssen (Hamburg, 1809. május 31. – Göttingen, 1894. december 19.) német nemzetgazdász.

## Életútja
Heidelbergben és Kielben tanult, 1833-ban magántanárrá habilitálták Kielben, 1834-től 1837-ig mint kamarai titkár és kamarai tanácsos a vám- és kereskedelmi osztály német ágazatában működött Koppenhágában. Később a nemzetgazdaságtan tanára lett Kielben, majd 1842-ben Lipcsében, 1848-ban Göttingenben, 1860-ban Berlinben, ahol titkos kormánytanácsosi címmel egyúttal a statisztikai hivatal és akadémia tagja lett. 1869-ben a göttingeni egyetemre tért vissza.

## Főbb művei
- Die Aufhebung der Leibeigenschaft in Schleswig-Holstein (Pétervár 1861)
- Agrarhistorische Abhandlungen (Lipcs 1880-84, 2 kötet)